# Mikoyan-Gurevich MiG-3
Il Mikoyan-Gurevich MiG-3 (in russo Микояна и Гуревича МиГ-3?, Mikojana i Gureviča MiG-3) era un caccia monomotore ad ala bassa progettato dall'OKB 155 diretto congiuntamente da Artëm Ivanovič Mikojan e Michail Iosifovič Gurevič e sviluppato in Unione Sovietica negli anni quaranta.
Impiegato negli anni successivi principalmente dalla Voenno-vozdušnye sily (V-VS), l'aeronautica militare sovietica, venne utilizzato durante la seconda guerra mondiale fino al suo termine.
Diretto discendente del MiG-1, ne manteneva sostanzialmente invariata la struttura, il motore e, almeno inizialmente l'armamento. Fu uno dei principali aerei da caccia della V-VS nel corso del 1942; in seguito venne progressivamente accantonato in favore di velivoli di più recente realizzazione.  Venne quindi impiegato come ricognitore e relegato alla difesa aerea.

## Storia del progetto
Negli ultimi tre mesi del 1940, quando ancora la produzione del MiG-1 era in corso, si cercò la soluzione ai suoi principali difetti mediante prove aerodinamiche svolte nella nuova enorme galleria del vento realizzata presso lo TsAGI. Le risultanze di queste prove furono in seguito progressivamente trasferite nella produzione di serie.
Tra i principali interventi vi fu lo spostamento in avanti (di 10 cm) del motore al fine di ottenere lo spostamento del centro di massa (e conseguente miglioramento della stabilità dell’aereo); fu inoltre adottato un nuovo radiatore del liquido di raffreddamento con modifiche alla relativa presa d’aria. Queste modifiche consentirono l’installazione di un serbatoio di carburante aggiuntivo (per 250 litri) e un secondo serbatoio per l’olio lubrificante; venne inoltre modificata la forma delle prese d’aria del compressore, maggiormente affusolate, e fu installata una nuova elica. Ancora al fine di ridurre l’instabilità dell’aereo furono modificate le sezioni esterne delle semiali, incrementando l’angolo di diedro da 5 a 6°.

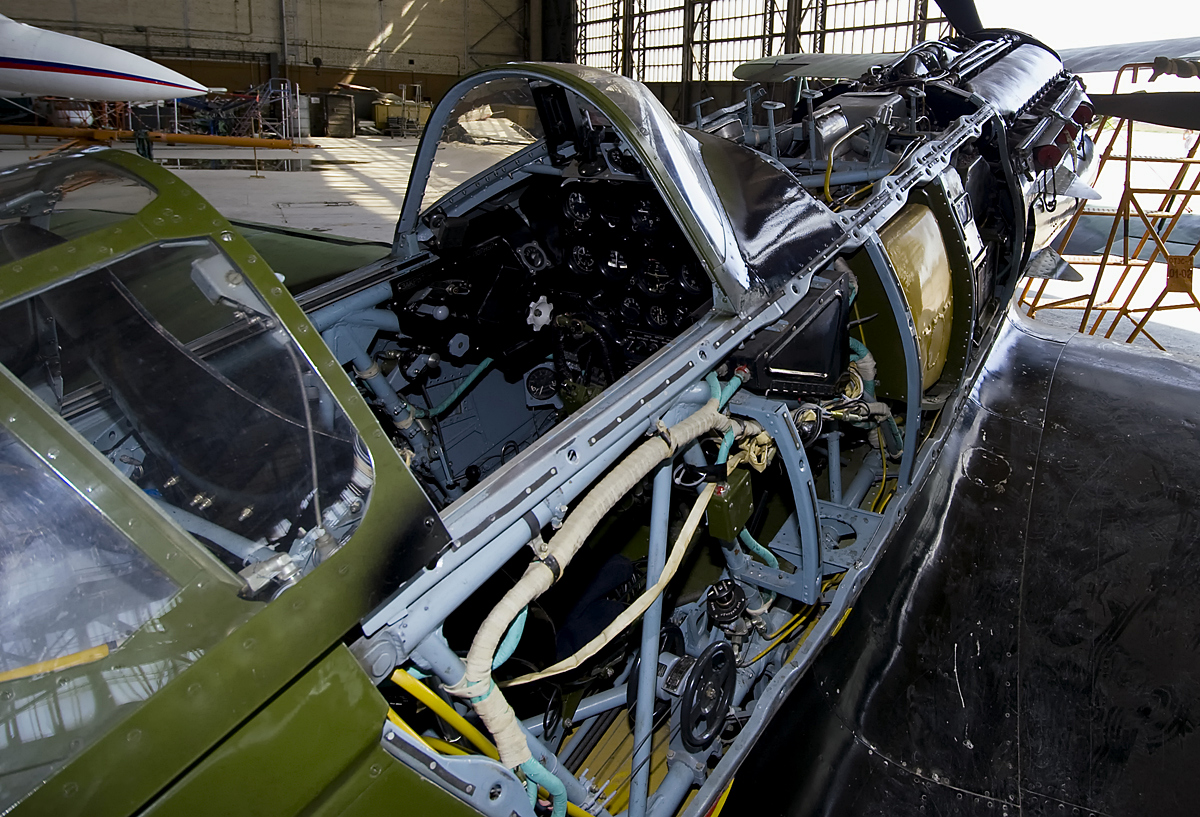
Un primo piano della prua del MiG-3, priva di rivestimento. In bella vista la struttura tubolare metallica.

La cabina di pilotaggio fu dotata di cupolino a scorrimento allungato ed equipaggiata con impianto radio e sistema ottico di puntamento migliorati. Il carrello d'atterraggio fu rinforzato e furono impiegate ruote di maggiori dimensioni con freni più grandi.
Per quanto riguarda l’armamento furono portati a 750 i proiettili a disposizione di ciascuna mitragliatrice ShKAS e fu aumentato il numero degli attacchi subalari, al fine di ampliare la varietà di dotazioni trasportabili. Dal punto di vista della difesa passiva venne introdotto un sistema di recupero dei gas di scarico per saturare di gas inerte i serbatoi di carburante ed il pilota venne protetto maggiormente mediante l’installazione di una piastra corazzata (dallo spessore di 8 mm) nella parte posteriore del sedile.
Il primo volo del nuovo prototipo (denominato I-200 n° 04, a testimonianza della continuità con il progetto del MiG-1) avvenne il 29 ottobre del 1940.
Prima della fine dell’anno furono completati i primi 20 esemplari di serie e, tra gennaio e febbraio del 1941, furono condotti test comparativi con il MiG-1. I risultati furono tuttavia deludenti poiché il peso più elevato (250 kg) riduceva la manovrabilità e si riducevano la velocità di salita in quota e la tangenza massima operativa. Di contro, la velocità a bassa quota cresceva ma l’autonomia (per quanto migliore rispetto al MiG-1) era ancora distante dai 1 000 km richiesti.
Mikojan e Gurevič furono costernati soprattutto per il risultato relativo all’autonomia del velivolo e, enfatizzando l’errato settaggio dei motori durante le prove di stato, produssero nuovi dati (migliori dei precedenti) ottenuti durante ulteriori test.
Altri difetti furono riscontrati sui velivoli di produzione che si manifestarono carenti soprattutto nel volo in quota; addirittura il 10 aprile durante una missione di intercettazione di alcuni ricognitori a 9 000 m di quota nei cieli di Kaunas, tre velivoli entrarono irrimediabilmente in vite e dei tre piloti, costretti a lanciarsi con il paracadute, uno perì nella manovra. All’incidente fece seguito un’indagine che determinò la necessità di maggiore addestramento per i piloti, ma anche migliore preparazione per le macchine utilizzate in alta quota.
I reparti della V-VS lamentarono in numerose occasioni che gli aerei ricevuti presentavano caratteristiche al di sotto dello standard convenuto e molti piloti preferivano affidarsi ai più anziani caccia Polikarpov; alla fine, il 31 maggio del 1941, il Commissariato del Popolo per la difesa decretò che il GK NII V-VS non era stato in grado di garantire la qualità della produzione com’era suo compito. Diversi dirigenti del comitato furono rimossi, ma la sorte peggiore toccò al suo direttore, il generale Aleksandr Filin, che venne sommariamente giustiziato.
Pur in questo contesto i due progettisti, Artëm Mikojan e Michail Gurevič, nel corso del 1941 ricevettero il Premio Stalin per il loro contributo all'aviazione sovietica. Il premio di 100 000 rubli fu assegnato sulla base di decisioni prese dal Consiglio dei commissari del popolo dell'Unione Sovietica nelle sedute del 20 dicembre 1939 e del 20 dicembre del 1940.
La produzione del MiG-3 continuò nell’impianto n°1 nei pressi di Mosca fino al mese di ottobre del 1941 quando l’avanzata tedesca consigliò di trasferire l’impianto (e lo studio di progettazione) a Kujbyšev (oggi Samara).
Nel dicembre del 1941 Stalin lamentò con i responsabili degli impianti produttivi l’irrisoria quantità di MiG-3 e di Il-2 che veniva prodotta, sottolineando quanto la produzione dell’Il-2 fosse essenziale per l’Armata Rossa e che si augurava che quello fosse l’ultimo avvertimento nei loro confronti per ottenere risultati di maggior rilievo. Di conseguenza fu assicurata la massima priorità alla produzione del motore Mikulin AM-38 che equipaggiava l’Il-2, realizzato però nel medesimo impianto nel quale nasceva l’AM-35A montato sul MiG-3. Il risultato di questa decisione comportò in breve la mancanza di propulsori da installare sul caccia MiG e la sua sostituzione nelle linee di montaggio con l’assaltatore di Ilyushin.
Il numero totale di MiG-3 realizzati differisce considerevolmente a seconda delle diverse fonti: secondo alcuni si attestò a circa 3 170 unità (di cui solamente 30 nel 1942) mentre altri arrivano fino a circa 3 320 (di cui 300 nel 1942).

### Sviluppo
Nel corso della guerra una delle principali carenze del MiG-3 si rivelò essere la ridotta potenza di fuoco espressa dalle tre mitragliatrici che ne costituivano l’armamento standard. Si optò quindi per installare due pod subalari contenenti ciascuno una mitragliatrice UBK; gli esemplari di questa variante vennero così identificati come MiG-3P.

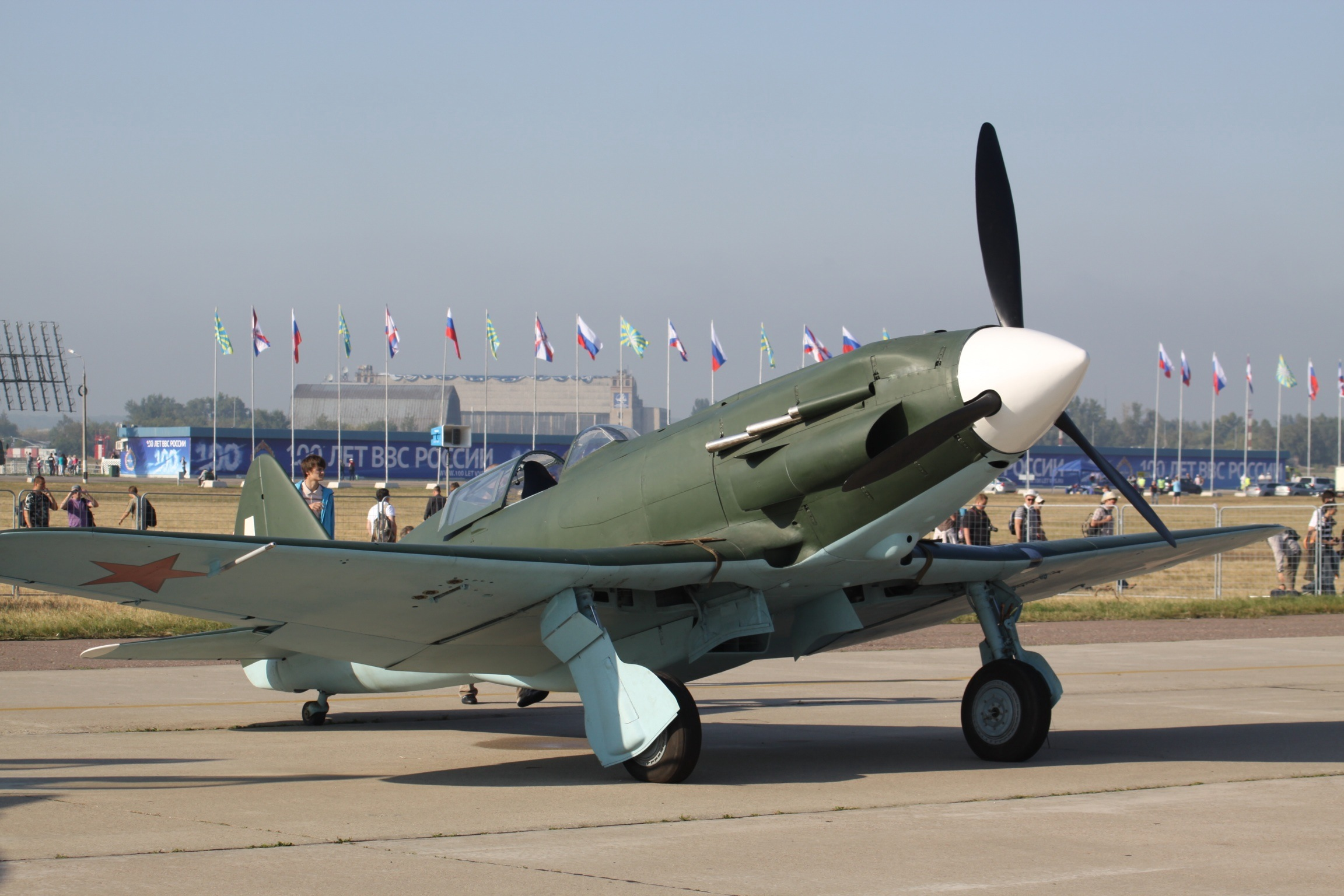
Un MiG-3 in esposizione presso l'aeroporto internazionale di Žukovskij.

Le prime esperienze di combattimento indicarono anche che la maggior parte dei duelli aerei aveva luogo al di sotto dei 4 000 metri di quota, altitudine alla quale il MiG-3 si trovava svantaggiato nei confronti dei suoi principali avversari; infatti, progettato fin dall’inizio per operare alla quota di circa 6 000 metri, era equipaggiato con un motore dotato di compressore destinato ad esprimere le migliori prestazioni a quelle quote operative.
Nel tentativo, quindi, di migliorare le prestazioni dell’aereo anche a quote più basse, furono sperimentate soluzioni alternative con propulsori diversi; la ricerca di queste soluzioni alternative fu però condizionata anche dalla sopraggiunta imposizione di evitare l’utilizzo del motore AM-38 il cui impiego era stato riservato all’Il-2.
Nell’estate del 1941 un MiG-3 di serie fu in effetti equipaggiato con un AM-38, che aveva dimensioni, pesi e punti d’attacco molto simili a quelli dell’AM-35 per cui l’operazione non richiese modifiche di sostanza alla cellula dell’aereo. Il programma di prove verificò un sensibile incremento delle prestazioni velocistiche a favore del prototipo con il nuovo motore: se a 3 400 metri, l’incremento della velocità massima era limitato a 10 km/h, a livello del suolo la differenza superava i 50 km/h. Le prove furono completate nell’autunno del 1941 con esito positivo ma, malgrado ciò, l’opzione fu scartata proprio a causa delle limitazioni nel frattempo imposte all’utilizzo del motore AM-38. Questa soluzione, tuttavia, fu ripresa tempo dopo direttamente nelle officine di riparazione della V-VS: una volta cessata la produzione del motore AM-35, circa 80 esemplari di MiG-3 furono rimessi in condizione operativa recuperando propulsori AM-38 e avviati ai reparti operativi in prima linea.
Già in precedenza, sulla base di un preciso ordine del Sovnarkom emesso ai primi di maggio, il Commissariato per l’Industria Aeronautica aveva chiesto a tutti i progettisti di aerei da caccia di sviluppare versioni dei loro velivoli equipaggiate con il motore radiale M-82A. Il nuovo progetto dell'OKB-155 fu denominato «I-210», con designazione aziendale «I-65». Le fonti reperite indicano, a proposito di questo progetto, anche le definizioni di «Aereo ICh», «MiG-3 M-82A» e «MiG-9».
Il lavoro di adeguamento della cellula del MiG-3 agli ingombri del nuovo motore, più corto e leggero ma più largo per quanto riguarda la sezione frontale, non produsse risultati particolarmente brillanti, non tanto dal punto di vista progettuale quanto da quello costruttivo; il prototipo, portato in volo per la prima volta il 23 luglio del 1941, raggiunse la velocità di 540 km/h (contro i 630 previsti) a 5 000 metri di quota. Le cause di tali prestazioni furono identificate nell'inadeguata regolazione della carburazione del motore, nell’impiego di un’elica non adatta e nell’inaccuratezza aerodinamica della carenatura del motore.
Test aerodinamici, condotti a settembre, ancora una volta presso la galleria del vento dello TsAGI, permisero di inquadrare la reale portata dei problemi alla copertura del motore; tuttavia i lavori di sistemazione furono interrotti dall’evacuazione delle industrie e dallo spostamento degli impianti produttivi oltre gli Urali per sottrarli agli attacchi tedeschi. Le prove di volo poterono riprendere solamente a gennaio del 1942 quando l’OKB-155 era in corso di riorganizzazione a Kujbyšev.

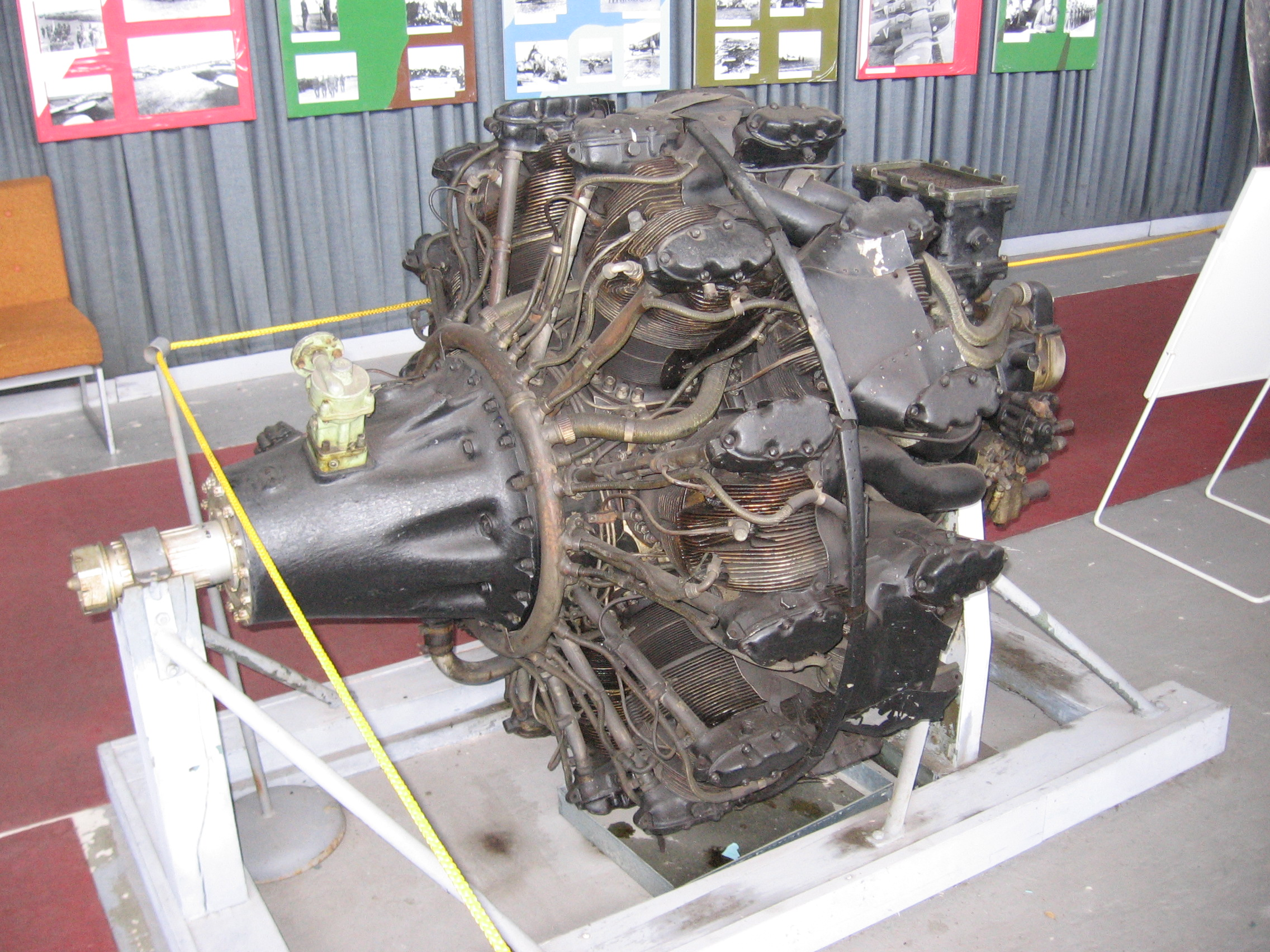
Un esemplare del motore Shvetsov ASh-82, unità motrice al cui utilizzo si tentò di adeguare la cellula del MiG-3.

Cinque prototipi dell’I-210 furono a lungo sperimentati, anche presso reparti operativi, ma la necessità di provvedere alla correzione dei difetti che emergevano, prolungò la durata del periodo di sperimentazione senza, per altro, produrre effetti positivi: il MiG-3/M-82 si dimostrò inferiore al Lavochkin La-5 e, come avvenne anche per lo Yakovlev Yak-7/M-82, il suo sviluppo fu abbandonato.
L’esito sfavorevole delle prove non fece però desistere Mikojan e Gurevič: uno dei cinque prototipi fu riportato allo TsAGI per nuove prove in galleria del vento, questa volta dotato del più potente motore M-82F. Il lavoro di modifica richiese però diverso tempo e l’aereo, identificato come «I-211» o «MiG-9E», fu portato in volo il 24 febbraio del 1943. Anche in questo caso le prove di volo si protrassero per lungo tempo e furono completate solamente nel primo trimestre del 1944. All’epoca i primi aviogetti avevano fatto la loro apparizione tanto in Germania quanto nel Regno Unito ed il lavoro sull’I-211 non andò oltre.
Malgrado fosse stata interrotta la produzione del motore AM-35, fu fatto un tentativo per equipaggiare il MiG-3 con un altro motore a V: in previsione della realizzazione del nuovo Mikulin AM-39, venne realizzato un prototipo (denominato «I-230») per rispondere alle richieste del Commissariato per l’Industria Aeronautica che chiedeva un aereo da caccia per la PVO, in grado di raggiungere la quota di 12 500 metri, con la velocità massima di 670 km/h. Il prototipo fu portato in volo il 31 maggio del 1943 e, anche se nel frattempo ancora equipaggiato con un AM-35, fu quasi in grado di raggiungere gli obiettivi prefissati.
Furono costruiti altri cinque prototipi grazie ai quali furono sperimentate nuove soluzioni, strutturali ed aerodinamiche, per risolvere i problemi di stabilità e manovrabilità che avevano caratterizzato la vita operativa del MiG-3. Tra settembre e ottobre almeno un esemplare fu inviato in valutazione operativa presso la PVO, con la denominazione «MiG-3U».
Quando nel mese di settembre fu disponibile il primo esemplare del motore AM-39, si provvide alla sua installazione sull'I-230; il primo volo del nuovo «I-231» ebbe luogo il 19 ottobre del 1943 e, malgrado alcuni seri contrattempi, l’aereo fu in grado di volare a 707 km/h e di raggiungere i 5 000 metri di quota in 4 minuti e 30 secondi. Le prove furono comunque interrotte nella primavera del 1944 quando fu presa la decisione definitiva di non avviare alla produzione in serie il motore AM-39, dato che non vi erano disponibili unità motrici alternative.

## Tecnica

### Cellula
Analogamente al suo predecessore, il MiG-3 era caratterizzato dall'impiego di legno e metallo per la realizzazione della struttura (prassi tipica per l'epoca in Unione Sovietica). La parte anteriore e centrale della fusoliera e la sezione centrale dell'ala erano realizzate in tubi d'acciaio di sezione ovale; a prua la struttura sosteneva il motore. Il rivestimento era realizzato con pannelli di duralluminio. La sezione posteriore della fusoliera era costituita da una semi-monoscocca in legno che integrava anche la deriva ed era rivestita interamente in bachelite. Rispetto al MiG-1 il motore era posizionato 10 cm più a prua, con corrispondente allungamento della lunghezza complessiva della fusoliera.

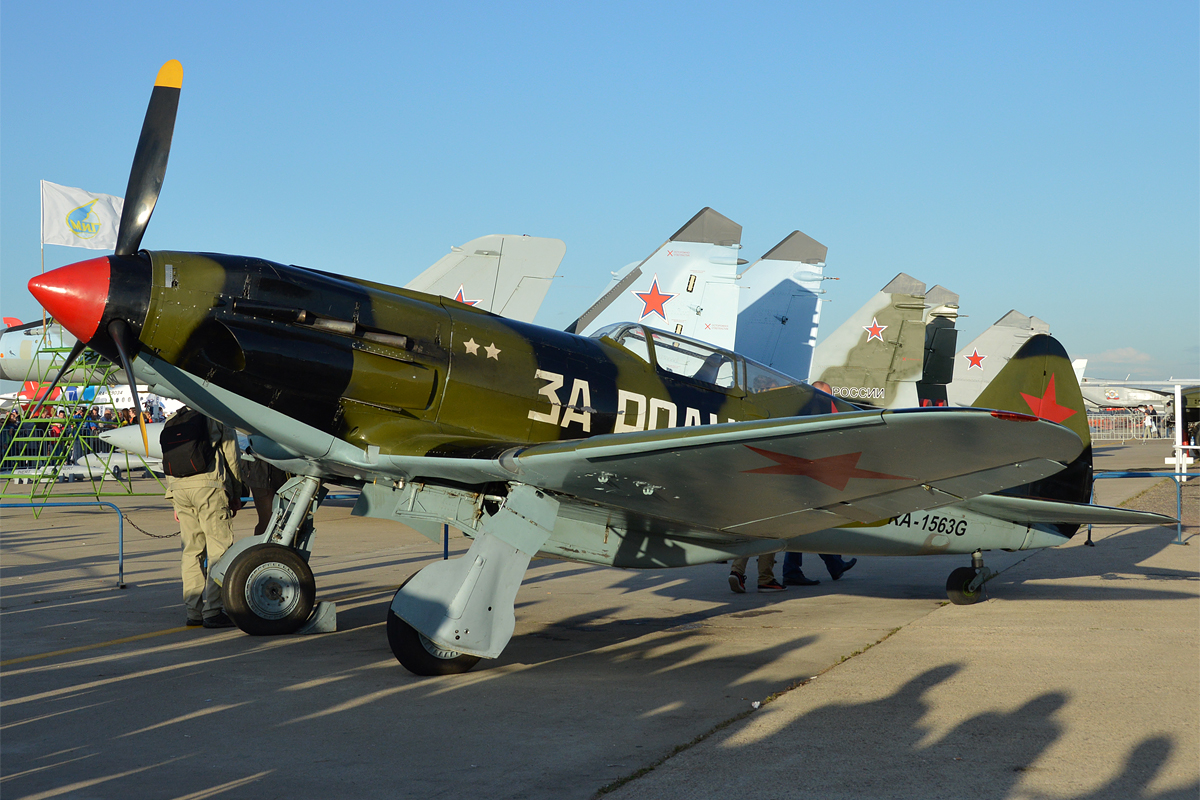
Un MiG-3 appartenente ad una collezione privata; si noti lo slat sulla parte esterna del bordo d'entrata dell'ala.

La cabina di pilotaggio presentava un sistema di apertura del cupolino migliorato rispetto a quello introdotto nel corso della produzione del MiG-1, ma risultava piuttosto difficile da aprire alle elevate velocità mentre tendeva a riempirsi di vapori di benzina se mantenuto chiuso. Per tale ragione, e per migliorare la visibilità, la maggior parte dei piloti preferiva viaggiare con il cupolino aperto a discapito delle prestazioni e dell'autonomia del velivolo. Il sedile del pilota era stato rinforzato mediante l'installazione nello schienale di una piastra d'acciaio dallo spessore di 8 mm (che sarebbero divenuti 9, con l'avanzare della produzione).
La sezione esterna dell'ala era realizzata con struttura in legno e compensato, con rivestimento in compensato e bachelite; il diedro positivo era stato portato a 6° ed era dotata di flap, realizzati in duralluminio con rivestimento in tela ed attuati per mezzo di un sistema pneumatico.  In coda i piani orizzontali erano realizzati in duralluminio con rivestimento lavorante mentre il timone era rivestito in tela nella parte superiore e in metallo in quella inferiore. Secondo alcuni, gli esemplari realizzati dopo il 10 luglio del 1941 erano anche dotati di ipersostentatori al bordo d'entrata.
Il carrello d'atterraggio era di tipo classico e retrattile; al fine di migliorare l'operatività da piste impreparate, le gambe degli elementi principali erano stati rinforzati e le dimensioni delle ruote incrementate. Al posteriore il ruotino era sterzante, anch'esso dotato di ruota di maggiori dimensioni; non in tutti gli esemplari era dotato di portelli di chiusura così come in altri velivoli fu rimosso il sistema di ritrazione ed il ruotino reso definitivamente fisso.

### Motore
Tutti gli esemplari di MiG-3 prodotti in serie erano equipaggiati con il 12 cilindri a V di 60° raffreddato a liquido AM-35, progettato dall'OKB 34 diretto da Aleksandr Aleksandrovič Mikulin; sviluppava la potenza di 993 kW (1 350 CV) al decollo. Il motore era dotato di compressore e muoveva l'elica, tripala e metallica, mediante un riduttore nel rapporto di 1:0,902 (che nel corso della produzione fu modificato in 1:0,732); l'elica era a passo variabile in volo, con angolo d'incidenza che poteva arrivare fino a 35°. Il radiatore del liquido di raffreddamento era alloggiato nella parte inferiore della fusoliera, con presa d'aria di forme squadrate disposta nella zona centrale, fra le due semiali; in corrispondenza delle radici alari, sul bordo d'attacco, erano ricavate due prese d'aria per i radiatori dell'olio lubrificante.

### Sistemi e impianti

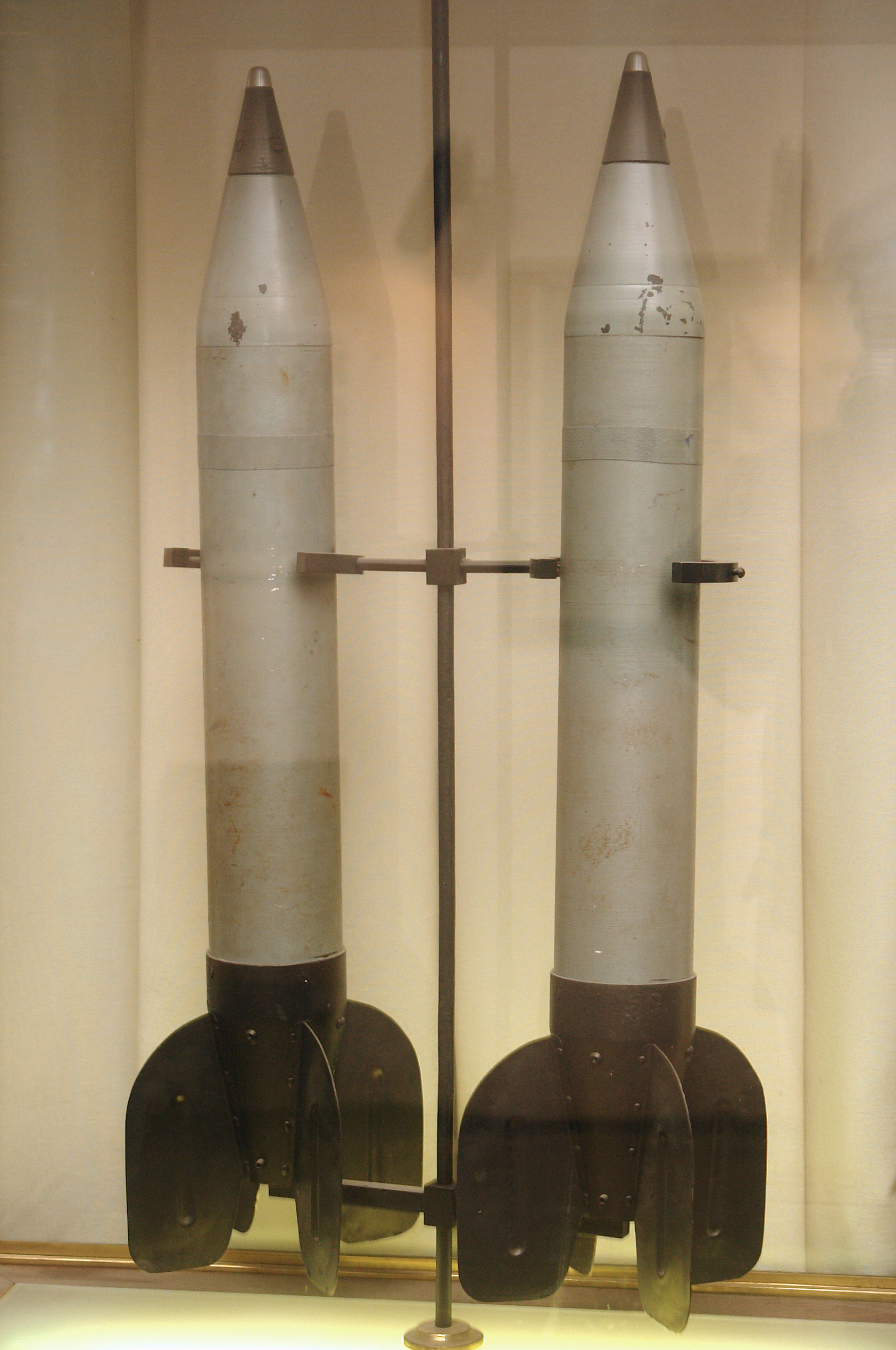
Una coppia di proiettili a razzo RS-82.

Gli standard progettuali prevedevano l'installazione di impianto radio, che tuttavia (almeno inizialmente) era presente raramente sui velivoli che uscivano dalla catena di montaggio. Anche in questo caso con il progredire della produzione fu innalzata la qualità del prodotto finale e l'installazione della radio avvenne su tutti i velivoli passando, inoltre, dall'iniziale modello RSI-1 (solo ricevente, a canale singolo) alla più efficiente RSI-4.
Nel MiG-3 furono installati serbatoi autostagnanti e il sistema di saturazione del loro volume con gas di scarico inerte, per impedirne l'esplosione in caso fossero colpiti da proiettili.

### Armamento
L'armamento rimase invariato rispetto a quello del MiG-1, con due mitragliatrici ShKAS e una Berezin UBS disposte nella parte superiore del muso e sparanti attraverso il disco dell'elica; risulta che diversi aerei fossero stati dotati di una seconda, o altre due, UBS in sostituzione delle due ShKAS. Nel maggio del 1941, per incrementare la potenza di fuoco dell'aereo, furono realizzati 821 esemplari dotati di due gondole subalari ciascuna delle quali alloggiava una mitragliatrice Berezin con 120 proiettili.
Il MiG-3 era dotato di quattro attacchi subalari per bombe; il carico in genere utilizzato era costituito da due FAB-100 oppure da quattro FAB-25, fino ad un peso massimo di 220 kg. Alcuni esemplari furono dotati di attacchi subalari per l'impiego di sei, oppure otto, razzi non guidati a propellente solido di tipo RS-82.

## Impiego operativo
Il MiG-3 entrò in servizio con i reparti della PVO a partire dal mese di febbraio del 1941; i primi a ricevere il velivolo furono quelli di base a Mosca, Leningrado e Baku, oltre a quelli operanti dai campi nei pressi della frontiera occidentale. Altri velivoli furono assegnati alla marina militare che li distribuì presso le basi delle Flotte del Baltico e del Mar Nero.
Nei primi mesi del 1941 aerei da ricognizione della Luftwaffe sorvolarono ripetutamente il territorio sovietico; in particolare si trattava di Junkers Ju 86 P. Tre di questi velivoli furono abbattuti dai MiG-3 del 4 IAP i cui piloti, decollati da una base situata nei pressi del confine con la Romania, erano stati tra i primi a potersi acclimatare con il nuovo velivolo ed avevano superato felicemente le difficoltà incontrate nella transizione.
Lo Ju 86 P era uno dei velivoli impiegati da una speciale unità da ricognizione della Luftwaffe, comandata dal tenente colonnello Theodor Rowehl, il cui compito era quello di mappare l’ubicazione delle infrastrutture sovietiche prima dell’inizio della guerra.
I sovietici, dal canto loro, quando divennero consapevoli di queste azioni di ricognizione, tentarono di impressionare i vertici militari tedeschi per dissuaderli dai loro intenti minacciosi: nel mese di aprile del 1941 una delegazione tedesca fu invitata in Unione Sovietica a prendere visione delle nuove armi in costruzione e tra queste fu data particolare rilevanza al MiG-3, del quale furono mostrati gli impianti produttivi e del quale furono evidenziate le prestazioni con una dimostrazione in volo. L’effetto di questa visita sui membri della delegazione fu effettivamente significativo, ma in modo opposto a quanto sperato: proprio sulla base delle relazioni ottenute sulla presenza di queste nuove armi Adolf Hitler avrebbe dato l’ordine di dare al più presto inizio alle operazioni.
Quando la macchina bellica tedesca avviò l’Operazione Barbarossa, il MiG-3 era uno dei caccia maggiormente diffusi nei reparti dei distretti occidentali della VV-S ma come tale fu anche una delle principali vittime dell’ecatombe che vide andare distrutti nel primo giorno di guerra non meno di 1 200 aerei (di cui due terzi direttamente sui campi di volo, senza nemmeno poter prendere parte ai combattimenti).
Nonostante ciò il MiG-3 ottenne le sue prime vittorie il giorno stesso dell'inizio delle operazioni. Il primo abbattimento fu opera del tenente Dmitrij Kokorev. Poco dopo, il tenente Mirinov faceva precipitare un Henschel Hs 126 da ricognizione. Più tardi – nello stesso giorno – il capitano Karmanov rivendicava tre vittorie nel cielo di Kišinëv, in Moldavia. Tutti e tre i piloti facevano parte del 401 IAP che entro la fine dell'ottobre 1941 rivendicò l'abbattimento di 54 aerei nemici prima di essere sciolto.
Il MiG-3 era un aereo molto complesso da pilotare in tempo di pace ed ancor di più in combattimento, eppure non mancarono i piloti sovietici che indicavano proprio questo caccia come il loro aereo preferito. Uno dei piloti sovietici che lo impiegò attivamente, Aleksandr Pokryškin, lo ricordava così:
Entro i primi mesi del 1944 – ormai surclassato dagli ultimi modelli di Focke-Wulf e Messerschmitt – il MiG-3 venne ritirato dalle unità operative di prima linea. Restò comunque in servizio nei reggimenti caccia della PVO, svolgendo compiti di retroguardia. Le perdite subite in combattimento furono altissime, con 1 432 velivoli abbattuti su 3 172 prodotti, la media più alta registrata tra tutti i modelli di caccia impiegati dall’URSS nel corso della seconda guerra mondiale.

## Versioni
- MiG-3 (МиГ-3): versione principale, realizzata come diretto sviluppo del MiG-1 a partire dal 101º esemplare uscito dalla catena di montaggio.
  - MiG-3P (МиГ-3П): si tratta della denominazione assegnata, secondo alcuni[13], a circa 800 esemplari[24] equipaggiati con due mitragliatrici Berezin UB in apposite gondole subalari, al fine di incrementare la potenza di fuoco dell'aereo[N 16].

Non avviate alla produzione(indicate di preferenza in ordine progressivo secondo la numerazione aziendale riportata in grassetto; se non diversamente indicato, i dati sono tratti da "Mikoyan’s Piston Engined Fighters".)
- MiG-3 AM-82 (o MiG-9): (I-210, Samolët ICh, I-65)[N 17] variante sperimentale equipaggiata con motore radiale Shvetsov M-82A (o ASh-82A) da 1 700 CV (1 250 kW) al decollo.
- MiG-3 AM-37 (o MiG-7): (I-72)[N 18] variante sperimentale dotata di motore 12 cilindri a V di 60º Mikulin AM-37 da 1 400 CV (1 030 kW).
- MiG-3 AM-38: anche in questo caso fu una variante sperimentale equipaggiata con un motore Mikulin AM-38 da 1 600 CV (1 177 kW) al decollo.
- MiG-9E: (I-211) designazione assegnata ad un singolo prototipo sul quale venne installato un motore M-82F capace di sviluppare la potenza di 1 850 CV (1 361 kW) al decollo e 1 330 CV (978 kW) a 5 400 metri di quota.
- MiG-3U[N 19]: (I-230) si trattò di un nuovo tentativo di equipaggiare il MiG-3 con un motore a V; questo avrebbe dovuto essere il Mikulin AM-39 che era ancora in fase di sviluppo; il primo prototipo fu quindi portato in volo ancora con un vecchio motore AM-35A. Per la denominazione di questo esemplare è possibile trovare anche riferimenti MiG-3D.
- MiG-3U AM-39: (I-231) Denominato anche MiG-3DD, fu un nuovo prototipo (simile al precedente) però effettivamente equipaggiato con un esemplare sperimentale del motore AM-39. Anche lo studio di questa versione del MiG-3 non sfociò in produzione di serie in seguito alla rinuncia allo sviluppo del motore.

## Utilizzatori
Unione Sovietica
- Voenno-vozdušnye sily
- Vojska PVO
- Voenno-morskoj flot
  - Aviacija voenno-morskogo flota

## Esemplari attualmente esistenti
Gli esemplari attualmente esistenti sono 3 essendo stati restaurati dall'Unione Sovietica.

### Annotazioni
1. ↑  La denominazione del "costruttore" risulta scritta in modo diverso da quella del "progettista" poiché nel secondo caso la traslitterazione del cognome è effettuata secondo il sistema della traslitterazione scientifica, impiegato come standard convenzionale nelle pagine di Wikipedia in lingua italiana.
2. ↑  Comitato Statale dell'Istituto di Ricerca della V-VS, in russo «Государственный Комитет Научно-Исследовательский Институт» (da cui la sigla «ГК НИИ»).
3. ↑  La motivazione indica che il premio è assegnato per il contributo fornito tramite il progetto di un nuovo velivolo, del quale non viene tuttavia indicato il modello specifico.
4. ↑  Dal russo «МиГ-3П», sigla relativa a «Пятиточечный» («Pâtitočečnyj»), «Cinque punti», con riferimento al numero dei punti di fuoco del velivolo così modificato.
5. ↑  Dal russo «И-210», sigla relativa a «Истребитель 210» (traslitterato «Istrebitel' 210») cioè «Aereo da caccia 210».
6. ↑  Dal russo «И-65», sigla di «Изделие 65» (traslitterato «Izdelie 65») cioè «Prodotto 65».
7. ↑  In russo «Самолёт IX», che le fonti di lingua inglese traslitterano come «Samolyot Ikh».
8. ↑  La definizione ufficiale MiG-9 verrà in realtà utilizzata per il primo caccia a reazione sviluppato dall’OKB-155.
9. ↑  Le fonti di lingua inglese riportano anche la denominazione «Aereo Ye», senza tuttavia indicare l’origine certa della sigla.
10. ↑  Sigla relativa alla «Protivovozdušnogo Oborona», in russo «Противовоздушного Оборона» («ПВО»), sostanzialmente «Forze di difesa aerea».
11. ↑  In russo «МиГ-3У», da «Улучшенный» («Ulučšennyj»), cioè «Migliorato».
12. ↑  Slat in lingua inglese.
13. ↑  In questo caso la denominazione diventava UBK.
14. ↑  La sigla, in russo «ФАБ», è l'abbreviazione di «Фугасная Авиационная Бомба» (traslitterato «Fugasnaja Aviacionnaja Bomba») letteralmente «bomba aeronautica altamente esplosiva»; il numero indica la massa dell'esplosivo trasportato, in chilogrammi.
15. ↑  Dal russo «ИАП» («Истребительный Авиационный Полк», traslitterato «Istrebitel'nyj Aviacionnyj Polk») cioè «Reggimento d'Aviazione da Caccia».
16. ↑  La sigla è infatti relativa a «Пятиточечный» («Pâtitočečnyj»), «Cinque punti», con riferimento al numero dei punti di fuoco del velivolo così modificato
17. ↑  In caratteri cirillici, rispettivamente «И-210», «Самолёт IX», «И-65».
18. ↑  In caratteri cirillici «И-72».
19. ↑  «МиГ-3У» da «Улучшенный» («Ulučšennyj»), cioè «Migliorato».

### Fonti
1. 1 2  Микояна и Гуревича МиГ-3, in "Уголок неба".
2. ↑  Ethell, 1996, p. 150.
3. 1 2 3 4 5 6 7 8 9 10 11 12  Gordon e Dexter, 2003, p. 19.
4. 1 2 3 4 5 6 7 8 9 10 11 12 13 14  Gunston e Gordon, 1998, p. 19.
5. 1 2 3  Gordon e Dexter, 2003, p. 23.
6. 1 2  Gordon e Dexter, 2003, p. 24.
7. 1 2 3  Pilawskii, 2004, p. 81.
8. ↑  Angelucci e Matricardi, 1978, p. 232.
9. ↑  Журнал №4, 1941-го года. С.1. (Rivista n. 4, 1941. C.1.), in "Российская академия наук (Accademia Russa delle Scienze)".
10. 1 2  Gordon e Dexter, 2003, p. 29.
11. ↑  Gunston e Gordon, 1998, p. 22.
12. ↑  Butowski e Miller, 1991, p. 46.
13. 1 2 3 4  Butowski e Miller, 1991, p. 44.
14. 1 2 3 4 5 6 7  Gordon e Dexter, 2003, p. 58.
15. ↑  Gordon e Dexter, 2003, p. 3.
16. 1 2 3 4  Gordon e Dexter, 2003, p. 32.
17. 1 2 3  Gordon e Dexter, 2003, p. 59.
18. 1 2 3  Gordon e Dexter, 2003, p. 62.
19. 1 2  Gordon e Dexter, 2003, p. 63.
20. ↑  Gordon e Dexter, 2003, p. 69.
21. 1 2  Gordon e Dexter, 2003, p. 71.
22. 1 2  Gordon e Dexter, 2003, p. 16.
23. 1 2  Gordon e Dexter, 2003, p. 18.
24. 1 2 3 4  Gordon e Dexter, 2003, p. 25.
25. ↑  Pilawskii, 2004, p. 82.
26. ↑  Gordon e Dexter, 2003, p. 33.
27. 1 2 3  Butowski e Miller, 1991, p. 43.
28. ↑  Gordon e Dexter, 2003, p. 41.
29. 1 2  Pilawskii, 2004, p. 80.
30. 1 2  Morgan, 1999, p. 51.
31. ↑  Drabkin, 2007, p. 147.
32. ↑  Morgan, 1999, pp. 51-52.
33. ↑  Bergström, 2008, p. 132.
34. ↑  Gordon e Dexter, 2003, pp. 51-62.